# Шольтес, Арпад
Арпад Шольтес (венг. Soltész Árpád; род. 16 ноября 1944, Эрд) — венгерский гребец-каноист, выступал за сборную Венгрии по гребле на всём протяжении 1960-х годов. Двукратный бронзовый призёр чемпионатов мира, победитель и призёр первенств национального значения, участник летних Олимпийских игр в Токио.

## Биография
Арпад Шольтес родился 16 ноября 1944 года в городе Эрд медье Пешт. Проходил подготовку в Будапеште в столичном гребном клубе «Ференцвароши».
Первого серьёзного успеха на взрослом международном уровне добился в сезоне 1963 года, когда вошёл в основной состав венгерской национальной сборной и побывал на чемпионате мира в югославском Яйце (здесь также разыгрывалось первенство Европы), откуда привёз награду бронзового достоинства, выигранную в зачёте двухместных каноэ на дистанции 1000 метров.
Благодаря череде удачных выступлений удостоился права защищать честь страны на летних Олимпийских играх в Токио — вместе с напарником Анталем Хайбой в двойках на 1000 метрах благополучно преодолел предварительные отборочные этапы и квалифицировался в финал, где имел хорошие шансы на попадание в число призёров, но финишировал лишь четвёртым, чуть более секунды уступив пришедшим третьими датчанам.
После токийской Олимпиады Шольтес остался в составе гребной команды Венгрии и продолжил принимать участие в крупнейших международных соревнованиях. Так, в 1966 году он отправился на чемпионат мира в Восточном Берлине, где выиграл ещё одну бронзовую медаль в двойках на тысяче метрах.